# Гельфанд Володимир Натанович
Володи́мир Ната́нович Ге́льфанд (1 березня 1923, Новоархангельськ, Кіровоградська область — 25 листопада 1983, Дніпропетровськ) — радянський військовик, учасник Другої світової війни.
Автор щоденникових записів, опублікованих після його смерті. Його книга «Deutschland Tagebuch 1945—1946» - перша й єдина книжка радянського офіцера, що побачила світ німецькою мовою в Німеччині.

## Біографія
Володимир Гельфанд народився в селі Новоархангельськ Кіровоградської області (сучасна Центральна Україна) в єврейській родині. Сім’я жила в скрутних матеріальних умовах. Мати — Надія Володимирівна Городинська (1902—1982) — походила з багатодітної та малозабезпеченої родини, яка налічувала вісьмох дітей. Батько — Натан Соломонович Гельфанд (1894—1974) — працював на цементному заводі в місті Дніпродзержинськ. Батько не належав до партії, тоді як мати з 1917 року входила до лав партії більшовиків.
З 1928 року сім’я проживала в Україні: батько працював бригадиром на металургійному підприємстві, мати — вихователькою в заводському дитячому садку. У 1933 році родина переїхала до Дніпропетровська. Батьки розлучилися, коли Володимиру було шість років.
В старших класах школи Володимир цікавився філософією, історією, політикою та поезією. Він був типовим представником інтелігентного «радянського випускника» 1930-х років: переконаним комсомольцем, редактором шкільної стінгазети, активним агітатором і організатором мистецьких конкурсів із декламації. У добу побудови соціалістичного суспільства та формування «нової людини» держава надавала великого значення словесному мистецтву. Відтак молодий Гельфанд вирішив обрати шлях письменника. Події сталінського терору майже не зачепили його особисто, тому не викликали у нього відчутного занепокоєння.
У 1940 році Володимир Гельфанд вступив до Робітничий факультет Дніпропетровського індустріального інституту у Дніпропетровську, куди перейшов після завершення середньої школи. Навчався там три курси.

### На фронті
Напад нацистської Німеччини на Радянський Союз у червні 1941 року перервав освіту Володимира Гельфанда. У серпні 1941 року, під час евакуації підприємств і державних установ з Дніпропетровська, він переїхав до Єсентуки, де тимчасово проживав у своїх родичів. Його батько виїхав до брата в Дербент, де працював у тилу до моменту призову до так званої «робочої армії» й направлення на роботи до міста Шахти в Донбасі.
У Єсентуках Володимир працював ремонтником. У квітні 1942 року він звернувся до військкомату, і 6 травня 1942 року був призваний до лав Червоної армії. Проходив навчання в артилерійській школі поблизу Майкопа на Західному Кавказі, отримав звання сержанта.
З червня 1942 року перебував, за власними спогадами, на «південному фланзі Харківського фронту». Після початку наступу вермахту на нафтові родовища поблизу Майкопа в серпні 1942 року частини, до яких належав Гельфанд, були передислоковані до району бойових дій на Кавказі.
У липні 1942 року Володимир Гельфанд пережив хаотичний відступ радянських військ у районі Ростова. У середині місяця його військову частину було оточено й знищено. Разом із невеликою групою солдатів йому вдалося прорватися з оточення і приєднатися до іншого підрозділу, який потім брав участь у бойових діях у районі Сталінграда. Гельфанд був призначений заступником командира взводу з політичної роботи. Він подав заяву на вступ до Комуністичної партії, після чого  отримав кандидатський партквиток.
До кінця 1942 року бойові дії в районі Сталінграда загострилися. У грудні Гельфанд був поранений, що врятувало його від участі в найзапекліших боях. Його доправили до військового госпіталю поблизу Саратова, на схід від Волги.
Через ускладнення травми руки лікування тривало кілька місяців. Лише в лютому 1943 року він був виписаний і направлений до стрілецької офіцерської школи поблизу Ростова.
Влітку 1943 року Гельфанд відновив листування з матір’ю, яка перебувала в евакуації в Середній Азії. Від неї він дізнався, що майже всі його родичі по батьківській лінії загинули під час нацистських розстрілів євреїв в окупованих Єсентуках. Вижили лише батько Володимира та його дядько, які перебували в Дербенті.
Після тримісячного навчання на курсах молодших офіцерів Володимир Гельфанд отримав військове звання молодший лейтенант. Наприкінці серпня 1943 року його направили до 248-ї стрілецької дивізії, де він очолив мінометний взвод.
248-ма стрілецька дивізія була двічі повністю знищена і сформована наново. Під час третього формування у 1942 році вона комплектувалась переважно випускниками шкіл молодших командирів та військовослужбовцями з фронтових госпіталів.
Підрозділ Гельфанда було направлено на південь від Мелітополя, приблизно за 150 км. Восени 1943 року 248-ма стрілецька дивізія увійшла до складу 3-го Українського фронту.
У листопаді 1943 року Володимир Гельфанд став членом ВКП(б), а наприкінці січня 1944 року отримав військове звання лейтенанта.

## Ведення щоденника
Протягом усього часу — на фронті, у військовому госпіталі та у школі молодших офіцерів — він веде щоденник. У перервах між атаками і бомбардуваннями противника, на маршах, під час фортифікаційних робіт і підготовки до наступу, він шукає духовне заняття. У місцевостях, які проходила його частина, відвідував бібліотеки і запитував у мешканців про книжки. Писав вірші й надсилав їх до різних фронтових газет. Також він надсилав статті та вірші до центральних видань, випускав стінні газети і складав бойові листки. Володимир виступав на комсомольських і партійних зборах, обговорював з іншими промови Сталіна і директиви командування.
На початку 1944 року частина Гельфанда вступила в бій на південному Дніпрі. На початку травня 1944 року його підрозділ форсував Дністер у районі Григоріополя. Новий наступ у південному секторі фронту привів Гельфанда в серпні 1944 року до Бессарабії. Все частіше траплялися колони військовополонених і зрадників з власних лав, колабораціоністів. У своєму щоденнику він описував ненависть червоноармійців до полонених.
Під час пересувань частини йому, як і багатьом іншим, часто вдавалося пересуватися самостійно — поза обозом, зручнішими дорогами, знаходячи транспортні засоби та місця для ночівлі.
Восени 1944 року його підрозділ перебував у регіоні на схід від Варшави. Щоденник поповнювався нотатками про зустрічі з польським цивільним населенням. Наприкінці листопада 1944 року він уже понад два місяці не брав участі в бойових діях.
Його зволікання викликали незадоволення у командира дивізії Миколи Галая. Коли Володимир Гельфанд спробував поділитися своїми почуттями з фронтовою подругою командира дивізії, він викликав на себе гнів комдива Галая. У грудні 1944 року йому довелося пояснювати армійському прокурору факт самовільного залишення підрозділу.

### 1945 рік
На початку 1945 року Червона армія готувалася до двох масштабних наступальних операцій — наступу на Віслу-Одер і на Східну Пруссію. Понад три мільйони радянських солдатів були заново сформовані, забезпечені і приведені в бойову готовність. Битва мала слідувати за успішними наступами в напрямку Берліна. Червоній армії протистояв досі потужний ворог, який біля кордонів своєї країни був готовий до запеклого опору. 12 і 13 січня розпочався радянський наступ. Велися динамічні бойові дії.
Гельфанд інструктував на початку січня 1945 року в 1052-му стрілецькому полку 301-ї стрілецької дивізії, яка завершувала підготовку до наступу. 301-й стрілецький полк з жовтня 1944 року входив до складу 5-ї армії генерал-полковника Миколи Берзаріна в межах 1-го Білоруського фронту під командуванням генерала армії Георгія Жукова.
Володимир Гельфанд отримав у 3-му батальйоні стрілецької частини командування мінометним взводом, і цього разу він справді опинився на самій передовій. Імовірно, це було своєрідним штрафним переведенням з метою перевірки, адже його попередній підрозділ у 5-й армії тримав стратегічним плацдармом за позиціями 301-ї дивізії.
Вранці 14 січня 1945 року почався наступ на південь від Варшави на річці Пилиця. 1052-й стрілецький полк зіткнувся з німецькою піхотою та танками, проте радянські підрозділи просувалися вперед несподівано швидко в цій частині фронту. Упродовж двох тижнів вони досягли кордонів, порушених вермахтом у 1939 році, що тоді вважалися межами Німецької імперії.
Записи щоденника Гельфанда свідчать про виснаження, але також і про гордість в очікуванні перемоги. Якщо він уже наприкінці 1944 року визнав, що для нього і для багатьох інших є бажаним взяти участь у взятті Берліна, то тепер ця мета ставала все ближчою.
На початку лютого 1945 року його частина наступала з півночі на західному березі Одеру. За спогадами командира дивізії полковника Володимира Антонова повідомляється, що 3-й батальйон 1052-го стрілецького полку мав відбивати особливо жорсткі контратаки.
Наприкінці березня 1945 року Гельфанда призначили до штабу 301-ї дивізії, де він вів Журнал бойових дій.
Напередодні Берлінської операції в штабі генерала Антонова було обрано нового автора журналу бойових дій. Таким чином, Гельфанд залишався в тилу, тоді як 301-ша дивізія у середині квітня розпочала наступ на Берлін із району Кюстріна. Він самостійно відвідував бойові позиції, проходив через щойно захоплені райони. Нарешті, наприкінці квітня він увійшов до Берліна.

## У переможеному Берліні
2 травня 1945 капітулювала німецька столиця.
Гельфанд провів перші мирні тижні у вже зайнятому Берліні, виконуючи обов’язки штабного офіцера із різними завданнями: пересування військ, формування нових підрозділів, звільнення, технічне переоснащення, а також політична й загальна підготовка командного складу. До червня 1945 «непостійне положення» (запис від 3 червня 1945) для Гельфанда ще тривало, після чого він мав знову приєднатися до бойового підрозділу.
Гельфанд прагнув повернутися додому — «повна апатія, байдужість» — так він описував свій стан (запис від 12 червня 1945). Упродовж усього літа він сподівався на демобілізацію. Проте критерії звільнення Володимира Гельфанда не стосувалися: він не потрапив ані під першу хвилю демобілізації згідно з указом від 23 червня 1945, ані під другу — від 25 вересня 1945.
Без певного завдання він провів червень у напружених стосунках із командуванням. Коли йшлося про пограбування наукової бібліотеки, він вважав це «ганебним варварством» (запис від 16/17 червня).
На початку липня 1945 Гельфанд прибув до правління офіцерського резерву поблизу села Рюдерс. Він був обурений, коли в серпні було заборонено особисті контакти з німцями. Попри це, на власний ризик він продовжував їздити до Берліна.
Після того як Берзарін загинув у середині червня 1945 в Берліні внаслідок дорожньо-транспортної пригоди, 5 Армія була виведена з міста. Одночасно відбувалося переозброєння підрозділів. Також для Гельфанда мав визначитися новий район служби, і він сподівався на цікаве призначення відповідно до своєї кваліфікації. Він дбав про те, щоб отримати посаду політичного офіцера, і подавав прохання призначити його після мовних курсів як перекладача. Кар’єра політичного офіцера на Далекому Сході здавалася йому в серпні 1945 цілком реальною, після того як СРСР оголосив війну Японії.
У жовтні 1945 Гельфанд безуспішно претендував на посаду в частині на південному сході від Берліна, як секретар у Креммені. У тому ж місяці йому уявлялося місце на базі матеріалів і устаткування із зарплатою від 700 до 750 рублів основного окладу.
Це була майже середньооплачувана посада в окупаційній армії. Наприкінці 1945 року в Україні кілограм цукру коштував близько 250 рублів, кілограм житнього хліба — у середньому 24 рублі. З огляду на свої грошові перекази матері, він міг бути лише обмеженим помічником. Проте Гельфанд умів цінувати переваги нової посади: тут він мав мінімальні зобов’язання згідно з військовим статутом. Його місцем служби була технічна база постачання — «База матеріалів і устаткування» при Креммені, на північний захід від Берліна. Він був прикріплений до 21-ї окремої трофейної бригади, де служив до своєї демобілізації у вересні 1946 року.
Транспортне відділення бази спочатку складалося з трьох офіцерів, а на початку 1946 — вже з шести, а також з технічного персоналу із сержантського складу. Лейтенант Володимир Гельфанд організовував постачання товарів і матеріалів до радянських частин, супроводжував ці вантажі, відповідав за транспортування та демонтаж реституційного майна. Упродовж служби він постійно перебував у відрядженнях між Науен, Потсдамом, Фельтеном, Кремменом, Геннігсдорфом, Шеневальде, Фюрстенбергом і Берліном. На початку 1946 року його тимчасово призначили керівником виробництва на Кремменському лісопильному заводі, де йому підпорядковувалося шість солдатів і дві упряжки коней. Крім того, він ніс караульну службу на базі. Навесні 1946 Гельфанд був відряджений на три місяці безпосередньо до Берліна.

## На Батьківщину
У липні 1946 року Володимир Гельфанд клопотав про надання відпустки, однак не отримав її. Разом із батьками він вдався до хитрощів: подав медичні довідки про поганий стан здоров’я матері, драматизував сімейне становище. Мати навіть звернулася з листом до Сталіна. Проте відпустку йому так і не надали.
10 вересня 1946 року, з валізами подарунків, Володимир Гельфанд залишив Німеччину.
Повернувшись до Дніпропетровська, він оселився у матері. У вересні 1947 року розпочав навчання в Дніпропетровському державному університеті.
У 1949 році він одружився з дівчиною, яку знав ще зі школи і з якою листувався під час війни. Берта Давидівна (у дівоцтві Койфман) була дочкою викладача. Її батьки мешкали в Молотові (нині — Перм). У квітні 1950 року в подружжя народився син Олександр.
У 1952 році Володимир Гельфанд закінчив навчання в Молотовському університеті. Дипломну роботу він присвятив роману Іллі Еренбурга «Буря» (1947). У лютому 1951 року Гельфанд зустрівся з письменником у Москві для бесіди.
Із серпня 1952 року Володимир працював викладачем історії, російської мови та літератури в технікумі залізничного транспорту № 2 у Молотові. Незабаром його шлюб із Бертою зазнав кризи. У 1954 році Володимир залишив дружину і сина та повернувся до Дніпропетровська. Там він влаштувався викладачем у міському технічному технікумі.
У 1957 році Володимир Гельфанд познайомився з випускницею педагогічного інституту в Махачкалі Белою Юхимівною Шульман. Через рік вони одружилися. Володимир розлучився зі своєю першою дружиною. У шлюбі з Белою народилося двоє синів: Геннадій (1959) і Віталій (1963).
Подружжя багато працювало, але обидва не змогли отримати посаду викладачів у середній десятирічній школі. Белла пояснює це проявами латентного, а інколи й відкритого антисемітизму. «Доки я тут очолюю районний відділ освіти, — сказав один чиновник, — жоден єврей не працюватиме в середній школі».
У результаті Белла, попри вищу освіту, працювала у дитячому садку, а Володимир усе життя викладав суспільствознавство, історію та політекономію в професійно-технічних училищах: спочатку в училищі № 12, а з 1977 року — в училищі № 21 у Дніпропетровську.
Володимир Гельфанд залишався активним членом Комуністичної партії, виконував обов’язки в партійній групі при навчальному закладі. Там періодично точилися гострі дискусії. Антисемітські висловлювання в педагогічному колективі, зокрема й з боку колег, не були поодинокими.
Гельфанд багато читав і постійно писав. Він пропонував місцевій пресі не лише матеріали про шкільне життя та результати навчальної роботи, а й спогади про своє перебування на фронті. Найбільш продуктивними були для нього пізні 1970-ті роки. У зібраній ним особисто колекції газетних публікацій налічується 7 статей 1968 року, 20 — 1976 року і 30 — 1978 року. Вони виходили українською та російською мовами в місцевих партійних і комсомольських газетах, а також у виданнях, орієнтованих на будівельну галузь.
Житлові умови родини залишалися складними, поки отримана спадщина з-за кордону не принесла певну фінансову стабільність. Наприкінці 1960-х Белла, доклавши чимало зусиль, домоглася для сім’ї учасника війни та викладача права на оренду окремої квартири. Лише через понад десять років чотири члени родини Гельфандів залишили свою кімнату площею 10 м².
Здоров’я Гельфанда погіршувалося. У 1974 році помер його батько, а в 1982 — мати. Володимир пережив її лише на один рік.
Літературні зацікавлення Гельфанда формувалися під впливом письменників радянської доби 1930-х років. Ще зі шкільних років він захоплювався творчістю Дем'яна Бєдного, Янки Купали, Йосипа Уткіна, Олексія Толстого та Вікентія Вересаєва. Він цінував Максима Горького, Миколу Тихонова і Всеволода Вишневського.
Під час війни він читав багато фронтових публікацій Іллі Еренбурга, а також, за можливості, — як свідчить щоденник — твори Ліона Фейхтвангера і Марк Твена. Під час навчання Гельфанд цікавився творчістю Віри Інбер, відомої поетеси з Ленінграда.
«Я відчув набагато більше на війні, ніж вони», — занотував він у 1947 році після прочитання блокадного щоденника Інбер. — «Я мав би змогу писати принаймні тому значно захопливіше, ніж вони…»
На основі власного досвіду Гельфанд прагнув протиставити романтизованому образу «суворого ядра» в російській солдатській душі більш критичний погляд, зокрема переосмислюючи творчість Михайла Шолохова.
Втім, час працював проти нього, а суспільно-політичний контекст дедалі менше сприяв критичному осмисленню війни. Коли у 1970-х роках він нарешті отримав можливість опублікувати фрагменти своїх фронтових спогадів, Гельфанд не зміг уникнути самоцензури — так званих «ножиць у власній голові». Унаслідок цього він більше ніколи не цитував віршів, які залишив у 1945 році на стінах Рейхстагу та в 1946 році на Колоні Перемоги в Берліні (див. записи щоденника від 24 серпня і 18 жовтня 1945 року та лист від 6 серпня 1945 року).
У публікації «Перемога в Берліні», надрукованій у газеті «Радянський будівельник» 25 квітня 1975 року, нібито надісланий із Берліна вірш був поданий у зміненому вигляді. Замість початкових рядків: «Я дивлюся і плюю на Німеччину — на Берлін, переможений, плюю!» — опубліковано безпечніший варіант: «Подивіться, тут я є — переможець Німеччини, в Берліні я переміг!»

## Засоби масової інформації
„Щоденник радянського солдата. Його сила в описі дійсності, яка заперечувалася довгий час і ніколи не описувалася в перспективі будня. Незважаючи на всі жахи, це захоплююче читання, що дійшло до нас через багато років. Більш ніж радісно, що ці записи, навіть із 60-літнім запізненням, стали доступні, принаймні для німецької публіки, оскільки саме такої перспективи не вистачало. Ці записи вперше показують особу червоноармійських переможців, що дає можливість зрозуміти внутрішній мир російських солдатів. Для Путіна і його пострадянських стражів буде важко закрити цей щоденник у шафку з отрутами ворожої Росії пропаганди.“
«Німецький щоденник 1945–46» Гельфанда примітний у багатьох відносинах. Це незвичайний опис очевидцем звільнення Червоною армією Польщі і Східної Німеччини. Оскільки в Червоній армії було заборонено звістки щоденник, напевно по міркуваннях безпеки, то читачі вже мають причину бути вдячними українському лейтенанту Володимирові Гельфанду, який сміло порушил цю заборону. Попри те, що щоденник недостатній у деяких відносинах, він може бути певною противагою тої армії історичних ревізіоністів, які працюють, щоб перетворити більшу перемогу людства над гітлеризмом у жорстокий напад сталінських гвардий на західну цивілізацію."
«Це дуже часті, непіддані цензурі свідчення переживань і настроїв червоноармійця й окупанта у Німеччині. Попри все це, показово, як молодий червоноармієць бачив кінець війни й катастрофу німецького суспільства. Ми одержуємо повністю нові погляди на бойову співдружність Червоної армії і її моральний стан, який занадто часто був прославлений у радянських зображеннях. Крім того, щоденники Гельфанда протистоять розповсюдженим тезам, що військові успіхи Червоної армії слід приписувати переважно системі репресій. За особистими переживаннями Гельфанда можна побачити, що у 1945/46 були також турботливі відносини між чоловіками-переможцями й жінками-переможеними. Читач одержує достовірну картину того, що й німецькі жінки шукали контакт із радянськими солдатами — і це зовсім не лише з матеріальних причин або з потреби захисту.»
«Серед багатьох розповідей очевидців кінця Другої світової війни в Німеччині у 2005 році з’явився щоденник молодого червоноармійського лейтенанта, який брав участь у захопленні Берліна й залишався в місті до вересня 1946 року. „Німецький щоденник“ Володимира Гельфанда став предметом широкого інтересу з боку ЗМІ, які своїми коментарями по-новому висвітлюють існуючі німецькі розповіді про падіння Берліна й ставлення радянських окупантів до німецького населення того часу.»
Щоденник Гельфанда відображає настрої радянських військ на заключному етапі Другої світової війни та після її закінчення. Єврей українського походження потрапляє до Німеччини з великою безпосередністю та зростаючою жагою помсти, яка ширилася серед військ, що брали участь в операції «Вісла–Одер». Ненависть до ворога дедалі більше ототожнюється з усім німецьким народом. Гельфанд є свідком руйнувань, мародерства, смертей і зрад. У щоденниках записано декілька випадків насильства та зґвалтувань німецьких жінок. Він є чутливим спостерігачем і співучасником в одній особі й не намагається приховувати акти помсти та грабежів. Щоденники Гельфанда — унікальна хроніка початку радянської окупації Німеччини.

## Інше
- Різні предмети з особистої колекції Володимира Гельфанда — листи, документи, трофеї та інші матеріали у 2007 році передано до Німецько-російського музею «Берлін-Карлсхорст».[17]
- Оригінали «Щоденника та листів 1941—1946 рр.», фотографії, довідки, документи та інші предмети з особистої колекції родини Володимира Гельфанда у 2014 році передано до Єврейського музею і Центру толерантності в Москві, Росія.
- Оригінали «Щоденника та листів 1947—1983 рр.», фотоальбоми, довідки, документи та інші предмети з особистої колекції родини Володимира Гельфанда у 2020 році були передані до Музею «Пам'ять єврейського народу та Голокост в Україні» в Дніпрі, Україна.[18][19]

## Публікації
- 2002 — Німеччина, Tagebuch 1941—1946 ISBN 3-87989-360-8
- 2005 — Німеччина, Deutschland Tagebuch 1945—1946 ISBN 3-351-02596-3
- 2006 — Швеція, Tysk dagbok 1945—46 ISBN 91-88858-21-9
- 2008 — Німеччина, Deutschland Tagebuch 1945—1946 ISBN 3-7466-8155-3
- 2012 — Швеція, Tysk dagbok 1945—46 ISBN 978-91-86437-83-1
- 2015 — Росія ISBN 978-5-8243-1983-5; ISBN 978-5-9953-0395-4
- 2016 — Росія ISBN 978-5-8243-2023-7; ISBN 978-5-9953-0437-1